# 9490 Gosemeijer
9490 Gosemeijer è un asteroide della fascia principale. Scoperto nel 1971, presenta un'orbita caratterizzata da un semiasse maggiore pari a 2,9457152 UA e da un'eccentricità di 0,0935953, inclinata di 3,57610° rispetto all'eclittica.